# Impressió d'aliments en 3D
La impressió 3D d'aliments consisteix en un procés robotitzat i controlat digitalment amb el qual és possible construir productes alimentaris capa per capa. Per portar-ho a terme, es fa ús d'una impressora en 3D a partir de la qual escollim una recepta que tingui disponible dintre del seu mecanisme informàtic o en creem una de pròpia.
Aquesta tecnologia ha iniciat una nova etapa en la indústria alimentària que permet noves possibilitats com ara el disseny d'aliments complexes per satisfer les necessitats individuals de salut i activitat física, àpats personalitats i una producció en massa. El seu creixement ha estat possible gràcies a la demanda en el disseny d'aliments i nutrició personalitzada, ampliació del material alimentari disponible i simplificació de la cadena de subministrament i processament a l'hora de sintetitzar un plat.

## Història i context
Els primers conceptes sobre impressió 3D d'aliments van aparèixer el 2001, on Nanotek Instruments, Inc. va patentar un prototip per fabricar pastissos o formes decoratives personalitzades per superfícies de pastissos; tot i això, no es van arribar a produir. Més tard, el 2010 Philips Design va proposar crear productes alimentaris a mida on l'usuari podria seleccionar ingredients, quantitats, formes, textures i altres propietats. A partir d'això, el Massachusetts Institute of Technology (MIT) va introduir el concepte de gastronomia digital que ha permès generar un gran èmfasi en les investigacions d'impressió d'aliments en 3D a través del desenvolupat nombrosos articles on, la majoria d'ells se centren en la fabricació d'aliments personalitzats.
Per realitzar una impressió 3D acurada i precisa, s'han d'establir i investigar 3 grans aspectes com són les propietats dels materials utilitzats, paràmetres del procés i mètodes de postprocessament.
Actualment hi ha 3 grans reptes en la impressió 3D: 1) Impressió precisa, 2) Productivitat del procés i 3) Producció de productes colorits, saborosos i amb diferents estructures.

## Tipus d'impressió en 3D
Hi ha dues maneres d'enfocar la impressió 3D d'aliments, en funció de la finalitat buscada per l'usuari que requereixen un una experiència d'usuari totalment diferent. 
En primer lloc, trobem el mètode de fabricació additiva de capes (ALM), en anglès "Additive Layer Manufacturing", que té com a objectiu automatitzar totes les operacions individuals manuals a les llars, el servei de restauració d'aliments i les indústries de fabricació d'aliments que s'haurien de dur a terme per fer un producte. Així, per exemple, els robots podrien barrejar els diferents ingredients en un ordre correcte i col·locar la massa resultant en una safata per fer unes galetes.
Aquest procés té algunes limitacions com ara la necessitat d'equips i material especial, a més, té poca rellevància en el control de la nutrició i la fabricació personalitzada. Tot i això, també presenta múltiples avantatges com un processament ràpid, automatitzat i reproduïble a l'hora de fer un plat el qual es pot guardar i digitalitzar en un software informàtic per evitar errors del processador, promovent d'aquesta manera un menjar de molta qualitat.
En segon lloc, trobem el mètode d'aliments fabricant per capes (FLM), en anglès "Food Layered Manufacture", el qual integra la part purament automatitzada del mètode ALM amb tècniques gastronòmiques de creació pròpia. D'aquesta manera, els usuaris poden fabricar comestibles amb un color, textura, forma, sabor i nutrients personalitzats. Per tant, es pot millorar la seva eficiència i la qualitat dels aliments.
Aquesta és una aplicació innovadora que permet una experimentació i innovació constant pel que fa a les receptes culinàries.

## Materials per la impressió 3D
Els materials per impressió 3D d'aliments es poden classificar en tres categories: materials originalment imprimibles, materials originalment no-imprimibles i ingredients alternatius.

### Materials originalment imprimibles
Alguns materials com hidrogel, frosting de pastissos, formatge, hummus i xocolata, són imprimibles i en general mantenen la seva forma sota gravetat. Tot i això, cap d'ells és servit com a plat principal dels àpats.
Alguns d'aquests materials són prou estables i mantenen la forma després de la seva impressió i deposició, però d'altres requereixen un procés posterior a la deposició (com la cocció), fet que es sol associar a estructures difícils de conservar.

### Materials tradicionalment no imprimibles
Altres aliments com fruites, verdures i carns, no són imprimibles de forma nativa. Per poder imprimir aquests tipus d'alimentació hem de realitzar importants esforços de reformulació, però aquest tipus de reptes ja han estat confrontades per gastronòmics moleculars. Per exemple, en aquest camp és cada cop més típic que els sòlids (per exemple, les carns) siguin extrudibles afegint hidrocol·loides.
Després del procés d'impressió, la majoria dels d'aquest aliments necessiten cuina post deposició, com la cocció al forn, cocció al vapor o el fregit.

### Ingredients alternatius
Ingredients alternatius com aquells extrets d'algues, fongs, lupins i insectes són una novetat degut al seu valor nutricional per a la gran quantitat en proteïna i fibra.
Introduir aquests ingredients alternatius en la impressió alimentària ajudaria a desenvolupar productes alimentaris més saludables (per exemple, amb baix contingut en greixos).

## Sistemes operatius
El sistema operatiu de les impressores 3D està coordinat per un sistema cartesià de tres eixos X-Y-Z, basat en els mecanismes de distribució, sinterització, un software i sistema de control a partir del qual podem controlar la fabricació de l'aliment a temps real. Els principals sistemes operatius estan llistats a continuació.

### Sistemes operatius universals
Consisteixen en sistemes d'impressió de codi obert amb l'objectiu de disminuir el cost que suposa aquesta pràctica i fer la impressió 3D disponible per qualsevol usuari. Un exemple el trobem en la impressora Fab@Home, una de les primeres impressores obertes al públic, o MultiFab.
L'objectiu principal d'aquests sistemes és la creació de formes en 3D ràpides, econòmiques i que permetin un estudi de les propietats de diferents materials; fet que implica una revolució de la impressió 3D pel consumidor. Tot i això, la seva aplicació i resolució és en general limitada i només es poden aplicar en una gamma concreta de materials.

### Sistemes operatius propis
Fa referència a sistemes d'impressió específics dissenyats per satisfer necessitats concretes en funció del material utilitzat i mètode de dispensació que es té previst utilitzar. Per tant, tots els esforços se centren en la millora de material i màquines per tenir millor resolució en la impressió i plats més ben acabats.
Un exemple el podem trobar en la impressora Foodini patentada per l'empresa Natural Machines. En l'actualitat amb aquesta impressora pot elaborar un gran nombre de plats, on trobem pasta (pizza, pa, galetes), carn (hamburgueses i nuggets) o verdures (patates i puré). Tot això donant-li l'aspecte que vulguem.

### Sistemes operatius futurs
La finalitat futura serà substituir el conjunt de processos necessaris per a la producció d'aliments actuals i aconseguir el mateix resultat en un sol pas amb aquests sistemes d'impressió 3D. Per a poder arribar a aquest objectiu, s'haurien de reformular el disseny i la tècnica del processament, com per exemple la prèvia fermentació o la formació del gluten.

## Tècniques d'impressió
La construcció d'aliments en 3D consisteix en el disseny d'un software informàtic (plataforma d'impressió) a partir del qual s'escaneja un objecte. A continuació, se sintetitza l'objecte en 3D a partir de capes fines de material.
Aquestes tecnologies, no necessiten molta energia sinó que el material usat tingui suficient rigidesa i resistència per evitar deformació. Finalment, la qualitat final del comestible depèn bàsicament de la tecnologia utilitzada, la qual podem classificar en els 4 mètodes que es troben a continuació.

### Sinterització selectiva amb làser i Sinterització d'aire calent
Tant la sinterització selectiva amb làser (SLS) i sinterització d'aire calent (SHA), en anglès "Selective Laser Sintering/Hot Air Sintering", són dos processos de sinterització que utilitzen una font (raig làser per SLS i aire calent per SHA) per fusionar partícules de pols de diferents capes de material a fi de crear una estructura sòlida.
Durant aquest procés, la pols s'escalfa fins al punt d'estovament, que té lloc sota del punt de fusió del material, perquè així s'evita una possible distorsió tèrmica i es facilita la fusió. Seguidament, es fusionen les partícules i es sintetitza una capa segons uns perfils informàtics seleccionats. D'aquesta manera, les capes posteriors segueixen el mateix procés fins que es produeix l'objecte 3D.
Aquest mètode, és molt aplicable en estructures internes complexes i superfícies poroses. Tot i això, la velocitat de sinterització és limitada i els productes poden mostrar deformacions causades per l'escalfament tèrmic.

### Modelatge de deposició fusionada
El modelatge de deposició fusionada (FDM), en anglès "Fused deposition modeling", es basa en l'extorsió d'un material polimèric fos que s'extreu de la boquilla d'una matriu d'extrusió, al qual se li dona una forma definida i on posteriorment, té lloc el refredament immediat de les diferents capes impreses.
És un mètode molt usat perquè té molta variabilitat i els costos de producció són baixos. Alhora, proporciona productes molt uniformes i resistents mecànicament. Malgrat això, l'alta temperatura per fusionar el material, pot degradar els compostos actius i la resolució depèn de la mida de la boquilla usada.
Aquest mètode és molt usat per crear productes de xocolata personalitzats, on l'empresa ChocALM va crear la primera impressora 3Dde xocolata del món impressora Choc Creator V2.

### Mètode d'Enquadernació
L'enquadernació, en anglès ‘Binder jetting', es un tipus de tecnologia de fabricació additiva de capes (ALM) de baix cost amb la capacitat d'impressió en color. Aquesta és la característica que la diferencia de les altres tècniques, ja que variant la composició dels materials, s'aconsegueixen diferents tonalitats. Tot i així, el material utilitzat es troba únicament en forma de pols, fet que necessita un processament posterior de cocció per a obtenir una millor resistència mecànica.
Aquest procés es realitza mitjançant la unió del material en pols amb una injecció de tinta formant un aglutinat líquid on s'acaba formant l'estructura 3D per addició de capes.
Tot i així, cal destacar el baix valor nutricional que aporta el tipus d'aliment fabricat amb aquesta tecnologia degut a la gran quantitat de sucre afegit. Això dona peu a un augment en la probabilitat de causar obesitat, diabetis tipus 2 i malalties cardiovasculars, fet que limita molt la seva comercialització.

### Impressió d'injecció en tinta
La impressió d'injecció en tinta, en anglès ‘Inkjet printing, és un mètode que consisteix a fer caure el líquid d'unió a demanda. És a dir, de manera selectiva, es va depositant sobre un llit de pols on s'aconsegueix que es formi el resultat desitjat.
S'utilitza sobretot en l'àmbit de la pastisseria per fer galetes, pastissos, o fins i tot per a la fabricació de les bases de pizza.
| MÈTODE                  | Sinterització selectiva amb làser o aire calent                                      | Modelatge de deposició fusionada                            | Mètode d'Enquadernació                                                                             | Impressió d'injecció en tinta              |
| ----------------------- | ------------------------------------------------------------------------------------ | ----------------------------------------------------------- | -------------------------------------------------------------------------------------------------- | ------------------------------------------ |
| MATERIAL'               | Pols sòlida amb un punt de fusió baix i superfície porosa (sucre o greix).           | Material polimèric.                                         | Pols sòlida (midó, farina, aglomerant líquid).                                                     | Material de baixa viscosita (pasta, puré). |
| PRODUCTE FABRICAT       | Objectes d'alta qualitat alimentària amb diferents formes.                           | Xocolata.                                                   | Terrines de sucres de diferents colors.                                                            | Galetes i diferents tipus de pasta.        |
| AVANTATGES              | Síntesi d'un producte porós i molt reproduïble.                                      | Àmplia gama de materials uniformes i resistents. Cost baix. | Usat en una àmplia gamma de materials que generen una matriu porosa. Procés a temperatura ambient. | Gran resolució en un volum molt reduït     |
| DESAVANTATGES           | Velocitat de sinterització està limitada. L'alta temperatura pot degradar materials. | Resolució depèn de la mida de la boquilla usada.            | Requereix un assecat del material després de la impressió i un tractament de la pols especial.     | Pas d'assecat i temps d'impressió llargs   |
| IMPRESORA 3D UTILITZADA | Food Jetting Printer                                                                 | Choc Creator V2                                             | Chefjet                                                                                            | Foodjet                                    |

## Aplicacions
Quant a les aplicacions d'aquest tipus d'aliments, es basen en dos aspectes en concret: la seva densitat de nutrients i la millora de productes tradicionals en quant a aparença i textura. Com a exemples, podem trobar diferents àmbits on ja s'està utilitzant o que poden ser un gran potencial en un futur.

### Aliment militar o espacial
Tant l'armada militar dels Estats Units com la NASA, ha mostrat un cert interès en l'aplicació de la impressió 3D en aliments ja que aquesta tecnologia permet una producció a demanda fent que el material es pugui emmagatzemar de manera poc elaborada fent que aquest es mantingui estable durant més temps.
Cal destacar la disminució nutricional dels menjars preparats actuals en missions de llarga durada. És una altra de les raons per la qual aposten per aquesta nova tècnica de producció, on poder personalitzar els nutrients de l'aliment segons les necessitats personals i energètiques per a una bona productivitat de la tripulació en un ambient d'alt rendiment i estrès.

### Menjar per la gent gran
Les persones d'edat avançada poden arribar a tenir dificultats per mastegar i per empassar el menjar fent que puguin arribar a tenir deficiències nutricionals ja que acaben perdent l'apetit. Amb la utilització de la impressió 3D d'aliments es pot arribar a una textura suau ajudant a menjar amb aquest tipus de problemes físics.
També cal destacar la possibilitat de personalitzar l'aliment en quant a necessitats nutricionals i energètiques per a cada persona, el qual es considera la seva composició (tenint en compte les calories, els micronutrients i els macronutrients).

### Mercat dels dolços
Les llaminadures són consumides per una gran població a nivell mundial. És per aquest motiu que moltes de les empreses i centres d'investigació se centren en la producció d'aquest tipus de menjar.
Actualment ja existeixen empreses que produeixen xocolata com per exemple ChocCreator que va ser dissenyada pels científics de la Universitat d'Exeter.

### Futur estri de cuina
Aquesta tècnica no només s'està estudiant per a implementar-la a nivell industrial i com a fet extraordinari, sinó que en un futur s'espera tenir una impresora 3D d'aliments com a estri de cuina, tant per a particulars com per a restaurants. S'espera que la mida sigui com la d'un microones per a poder compactar-ho al mobiliari d'un espai reduït.
Cal destacar que s'haurà de configurar un sistema operatiu apte per a tot tipus d'usuari, és a dir, sense necessitat de tenir un alt nivell de coneixement sobre aquest tipus d'eina. Inclús s'ha valorat el fet de controlar el calibratge dels ingredients a través d'una aplicació per a iOS.

### Camp farmacèutic
Encara que en els últims anys la impressió 3D d'aliments hagi tingut una gran crescuda, s'ha de destacar que en el camp d'impressió 3D també s'han posat molts esforços per aplicar el mètode d'Additive Manufacturing (AM) en el camp farmacèutic. Els avenços han culminat amb l'aprovació de la FDA (Administration Food and Drug Administration) de la primera taula orodispersable AM SPRITAM® del món (levetiracetam). Amb la introducció d'aquesta tecnologia es persegueixen 3 objectius: 
1. Fabricar geometries complexes per donar als productes farmacèutics les seves múltiples funcions així com les cinètiques adequades de dosificació.
2. Oferir un servei personal gràcies a la capacitat de dosificació personalitzada o la capacitat d'impressió d'implants que elueixen medicaments.
3. Una ràpid prototipat per tal de personalitzar la farmacoteràpia del pacient a la farmàcia, on els farmacèutics fabriquen les tauletes personalitzades al lloc i els donen als pacients.

Per altra banda, el mètode AM en camp farmacèutic també s'ha vist potenciat gràcies a la rendibilitat del mètode (producció de baix cost de petites quantitats de productes personalitzats).